# Christiaan Julius Lodewijk Portman

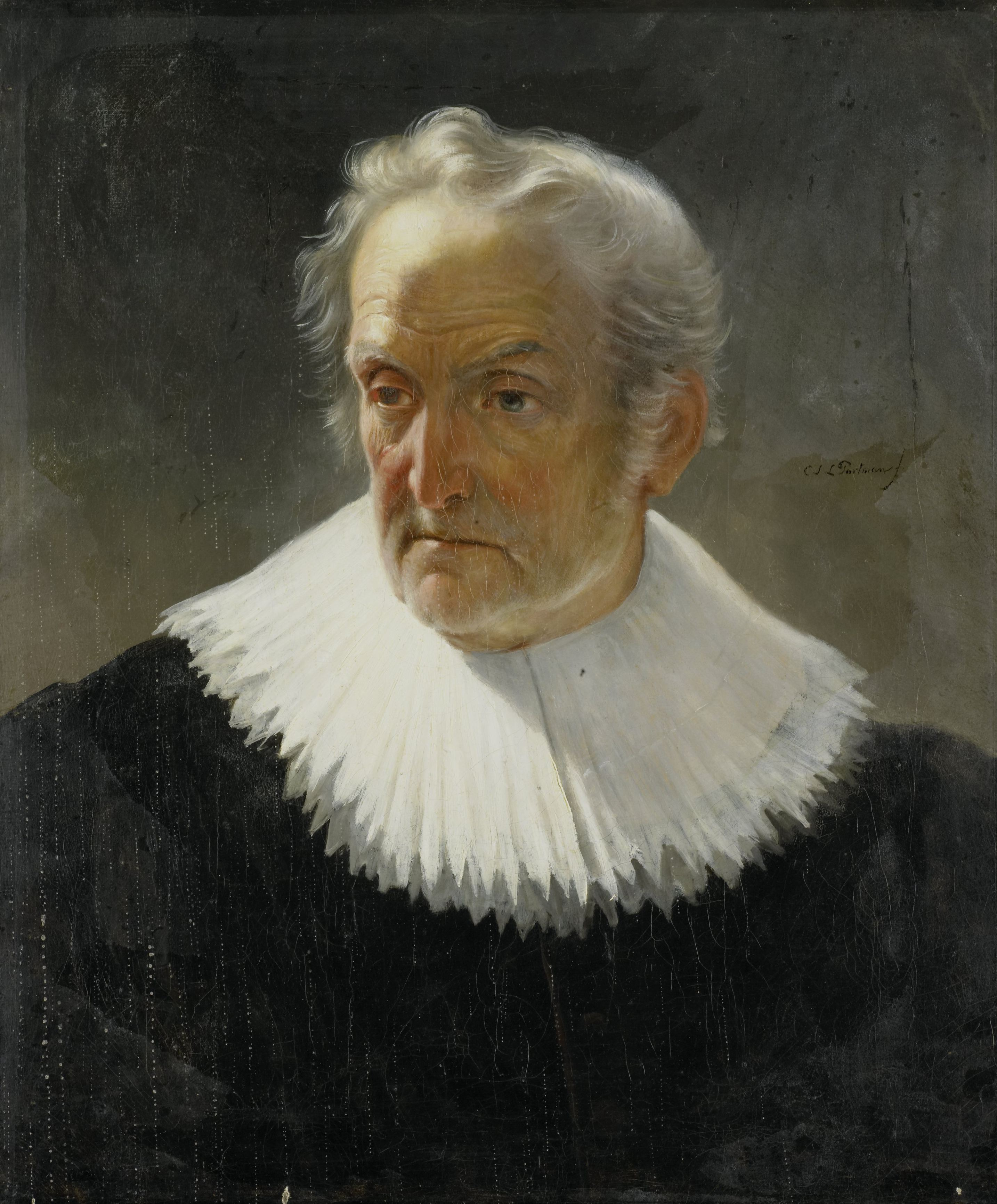
Ritratto di anziano in abiti settecenteschi, Rijksmuseum

Christiaan Julius Lodewijk Portman (Amsterdam, 20 ottobre 1799 – Beverwijk, 18 ottobre 1867) è stato un pittore e fotografo olandese.

## Biografia
Era figlio dell'incisore Lodewijk Godlieb Portman e di sua moglie Antoinetta Catharina Prediger. Dagli undici ai diciott'anni fu allevato dal nonno a Darmstadt.
Visse in diverse città d'Europa: in Belgio, in Germania, in Austria, a Parigi e a Londra. Apprese la pittura da Cornelis Kruseman.
Fu un ritrattista affermato e autore di quadri storici: nel 1825 ebbe il secondo premio della Regia Accademia di Amsterdam per il suo "Adamo ed Eva davanti al cadavere di Abele". Un'altra sua opera è "Colombo condotto in Europa in catene", ma è soprattutto celebre per "La morte di Willem Barents", conservato ai Royal Museums Greenwich. Alcuni suoi ritratti sono esposti al Rijksmuseum.
Nel 1839 divenne il primo fotografo olandese nel 1839; i risultati furono esposti il 23 settembre 1839 all'Aia, ma i suoi dagherrotipi sono andati perduti.
Dal 1840 al 1842 fu segretario dell'accademia Arti et Amicitiae di Amsterdam.
Visse anche di curiosi espedienti: ottenne un brevetto per un inchiostro blu e mise in commercio una pomata per lucidatura. Fu sposato due volte: prima con Anne Marie Susanna le Clerc, che gli diede tre figli, poi con Engeltje Kool di Beverwijk.